# Lorenzo Gritti (Diplomat)
Lorenzo Gritti (* 1498 in Konstantinopel; † 6. September 1539 ebenda) war ein venezianischer Gesandter in Konstantinopel.
Lorenzo Gritti war der natürliche jüngste Sohn einer Griechin und des venezianischen Dogen Andrea Gritti. Lorenzo und seine beiden Brüder kamen zur Welt, als der Doge als Bailò in der osmanischen Hauptstadt tätig war.
Der Rat der Zehn gestattete ihm, sich um die dortigen Besitzverhältnisse seiner Brüder Alvise und Zorzi zu kümmern, die im Dezember 1538 gestorben waren. Der spanische Botschafter Don Diego Hurtado de Mendoza war jedoch misstrauisch, denn er vermutete, Venedig wolle das Bündnis gegen die Osmanen verlassen. Der Rat der Zehn sandte Lorenzo Gritti im Januar 1539 als Gesandten an die Hohe Pforte, nachdem Sultan Süleyman ihm sicheres Geleit hatte zusichern lassen, um Friedensverhandlungen zu führen. Gritti brach Ende Februar von Venedig auf, um Verhandlungen mit dem osmanischen Dragomanen „Jonus“ zu führen. Bereits am 21. März brach er wieder von Adrianopel (Edirne) auf, um nach Venedig zurückzukehren. Er berichtete am 8. April 1539 von seinen Verhandlungen in Adrianopel den Signori capi.
Die Verhandlungen führten erst 1540 zum Ziel, als Venedig zusagte, 300.000 Dukaten Schadensersatz zu leisten. Gritti berichtete, dass er durch Vermittlung des Dragomanen, des Übersetzers, Kontakt mit Aias hatte aufnehmen können. Dieser war offenbar befugt, einen Waffenstillstand auf drei Monate zuzusagen, um Venedig Gelegenheit zu geben, einen echten Botschafter an die Pforte zu schicken. Venedig entschied sich für Piero Zeno, der bereits als Bailò tätig gewesen war, und der über gute Kontakte in der Osmanenhauptstadt verfügte. Doch starb er am 25. Juli 1539 auf dem Weg nach Konstantinopel in Sarajevo. Daraufhin verlängerte Aias den Waffenstillstand bis zum 20. September. 
Derweil war Gritti wieder nach Konstantinopel gesegelt, und er beschwerte sich in einem Brief über das desaströse Wirken zweier anderer Unterhändler. Der neue Botschafter Tomà Contarini musste zunächst drei Wochen warten, doch stellten die Osmanen unannehmbare Bedingungen. Erst Alvise Badoer gelang es im nächsten Jahr, den überaus teuren Frieden zu erkaufen.
Als der Friedensvertrag im Oktober 1540 abgeschlossen wurde, war Gritti bereits über ein Jahr tot. Es wird berichtet, er sei überraschend im Bett an der Pest gestorben.